# Transzfinit indukció
A transzfinit indukció a teljes indukció általánosítása megszámlálható számosságoknál nagyobb végtelen számosságok esetére is. Széles körű alkalmazhatóságát a jólrendezési tételnek, illetve az ezzel ekvivalens kiválasztási axiómának köszönheti.

## A transzfinit indukció tétele
Tétel. Legyen {\displaystyle T(\alpha )} tetszőleges matematikai állítás az {\displaystyle \alpha } rendszámról. Tegyük fel, hogy teljesül a következő állítás: ha egy {\displaystyle \alpha } rendszámra igaz, hogy minden {\displaystyle \beta <\alpha } rendszámra {\displaystyle T(\beta )} igaz, akkor {\displaystyle T(\alpha )} igaz. Ekkor {\displaystyle T(\alpha )} minden {\displaystyle \alpha } rendszámra teljesül.
Bizonyítás. Tegyük fel, hogy van olyan {\displaystyle \alpha } rendszám, amire {\displaystyle T(\alpha )} nem teljesül. Ekkor, a rendszámok jólrendezettsége elve miatt, van legkisebb ilyen {\displaystyle \alpha } is. Erre az {\displaystyle \alpha }-ra nem teljesül a tétel premisszája, ellentmondás.
- Vagy más megfogalmazásban a rendszám fogalmának használata nélkül:

Tétel. Legyen {\displaystyle (A,\cdot )} tetszőleges jólrendezett halmaz és legyen hozzárendelve az {\displaystyle A} halmaz minden {\displaystyle i\in A} eleméhez egy {\displaystyle A_{i}} állítás. Ha valahányszor minden {\displaystyle j<i(j\in A)} elemre az {\displaystyle A_{j}} állítás teljesül, mindannyiszor az {\displaystyle A_{i}} állítás is teljesül, akkor minden {\displaystyle A_{i}(i\in A)} állítás teljesül.
Bizonyítás. Tegyük fel, hogy valahányszor minden {\displaystyle j<i(j\in A)} elemre teljesül az {\displaystyle A_{j}} állítás, mindannyiszor az {\displaystyle A_{i}} állítás is teljesül, és tegyük fel, hogy létezik olyan {\displaystyle A_{l}(l\in A)}, hogy az {\displaystyle A_{l}} állítás nem teljesül. Legyen {\displaystyle A_{k}(k\in A)} a legkisebb olyan {\displaystyle A_{l}} hogy az {\displaystyle A_{l}} állítás nem teljesül. Ekkor minden minden {\displaystyle j<k(j\in A)} elemre teljesül az {\displaystyle A_{j}} állítás, ezért a tétel feltevése értelmében az {\displaystyle A_{k}} állítás is teljesül, ami ellentmondás.